# ورزشگاه گبریل مونتپیه
ورزشگاه گبریل مونتپیه (انگلیسی: Stade Gabriel Montpied) یک ورزشگاه فوتبال در شهر کلرمون-فران، فرانسه است. این ورزشگاه که در سال ۱۹۹۵ تأسیس شده ۱۱٬۹۸۰ نفر ظرفیت دارد و ورزشگاه خانگی باشگاه فوتبال کلرمون فوت محسوب می‌شود.